# Азимов, Джалолиддин Азимович
Джалолиддин Азимович Азимов (род. 10 марта 1938, Андижан, Узбекская ССР) — советский и узбекский зоолог. Академик АН РУз (2000), профессор (1988), доктор биологических наук (1986). Главный научный сотрудник Института зоологии АН РУз, президент Узбекского зоологического общества, автор более 1000 научных публикаций, внёсший значительный вклад в развитие зоологии, гельминтологии и сохранение биоразнообразия в Центральной Азии.

## Биография
Джалолиддин Азимов родился в семье служащих в Андижане. С ранних лет проявлял интерес к природе и животному миру. В 1959 году окончил Узбекский сельскохозяйственный институт в Самарканде, после чего начал научную деятельность в Ветеринарном научно-исследовательском институте. Уже в 1963 году в Москве защитил кандидатскую диссертацию по гельминтологии, а в 1986 году — докторскую диссертацию, посвящённую эколого-таксономическим вопросам трематод и профилактике заболеваний сельскохозяйственных животных.
Научная карьера Азимова охватывает десятки лет и множество направлений: от паразитологии и зоологии до экологии и сохранения биоразнообразия. Он занимал руководящие должности в ведущих научных институтах страны, был директором Института зоологии АН РУз (1991—2009), возглавлял специализированные советы и участвовал в международных проектах ЮНЕСКО, ПРООН, WWF и других организациях

## Семья
- Супруга: Исакова Дильбар Ташпулатовна — биолог, заведующая отделением Кибрайского колледжа предпринимательства, отличник «Среднего специального профессионального образования», обладатель медали «Шухрат».
- Дети: Акмал — военный, полковник; Фируза — доктор биологических наук, профессор; Шухрат — политолог.
- Зять: Улугбек (экономист).
- Невестки: Индира (экономист), Наргиза (экономист, нутрициолог), Ольга (бухгалтер)
- Внуки: Камила, Исломбек, Диана, Мухаббат

## Признание и награды
За выдающиеся заслуги в науке и общественной деятельности Азимов удостоен многочисленных наград:
- Медаль имени академика К. И. Скрябина (1984)
- Медаль «Ветеран труда» (1988)
- Юбилейная медаль Бен-Гурионского университета (Израиль)
- Медаль «Во имя жизни на земле» (Россия)
- Лауреат Первой международной общественной премии «Меценаты столетия» (Россия)
- Сертификаты и благодарности международных организаций и фондов (ЮНЕСКО, WWF, ПРООН, Европейский Союз, США)

## Научная и общественная деятельность
Азимов Д.А — автор более 1020 научных работ, из которых 35 — монографии, учебники и справочники, а 13 — патенты. Около 40 % его публикаций вышли в зарубежных изданиях и вошли в фундаментальные международные руководства по гельминтологии. Его исследования цитируются в ведущих научных трудах мира.
Учёный был координатором и исполнителем десятков международных проектов, направленных на сохранение биоразнообразия, борьбу с паразитарными заболеваниями, внедрение инновационных методов в ветеринарии и сельском хозяйстве. Он внёс вклад в разработку вакцин, биологических методов защиты растений, мониторинг малярии и сохранение редких видов животных.
Азимов активно участвовал в подготовке молодых специалистов, возглавлял государственные аттестационные комиссии, был членом и председателем редакционных коллегий научных журналов, консультантом международных организаций
- 1962 — опубликованы первые научные работы по гельминтологии.
- 1963 — защита кандидатской диссертации на тему «Гельминты овец юга Узбекистана и динамика главнейших гельминтозов» (Москва).
- 1964—1969 — старший научный сотрудник Узбекского научно-исследовательского ветеринарного института им. К. И. Скрябина.
- 1969—1978 — старший научный сотрудник Института зоологии и паразитологии АН УзССР (Ташкент).
- 1978—1989 — заместитель директора по науке Республиканской научно-производственной лаборатории птицеводства.
- 1984 — награждён медалью им. академика К. И. Скрябина.
- 1986 — защита докторской диссертации «Эколого-таксономическая характеристика трематод отряда Schistosomatida и биологические основы профилактики ориентобильгарциоза сельскохозяйственных животных» (Москва).
- 1987 — присвоено звание профессора по специальности «Гельминтология».
- 1989—1991 — профессор кафедры физиологии человека и животных Ташкентского государственного университета.
- 1991—2009 — директор Института зоологии АН Республики Узбекистан.
- 1994 — избран членом-корреспондентом АН РУз.
- 1994—1996 — координатор международного проекта ЮНЕСКО «Проект Аральского моря».
- 1994—2000 — член бюро Отделения биологических наук АН РУз.
- 1994-по настоящее время — председатель специализированного совета по защите докторских и кандидатских диссертаций по зоологии и ихтиологии, председатель научного совета по проблеме «Биоразнообразие животного мира».
- 1995—1998 — координатор международного проекта США-Израиль-Узбекистан по разработке вакцины из местных штаммов тейлерий для Центральной Азии.
- 1996—1998 — координатор международного проекта ПРООН, ГЭФ по национальной стратегии и плану действий по сохранению биологического разнообразия Узбекистана.
- 1997 — принят членом Международного союза охраны природы (IUCN).
- 1997—1999 — исполнитель гранта Агентства США по международному развитию по биологической защите зерновых с помощью бактерий Bacillus thuringiensis.
- 1998 — утверждён руководителем научного органа Конвенции по торговле дикими видами флоры и фауны (CITES) в Узбекистане, консультант конвенции по сохранению мигрирующих видов (CMS).
- 1999—2001 — участник международного гранта ИНТАС по новым инсектицидным бактериям, руководитель гранта INCO Copernicus по мониторингу малярии.
- 2000 — избран академиком АН РУз, утверждён национальным координатором по Конвенции о биологическом разнообразии.
- 2000—2003 — эксперт-консультант проекта Всемирного банка по сохранению биоразнообразия озера Судочье.
- 2003—2005 — менеджер проекта по популяционной экологии и систематике нематод семейства Protostrongylidae (грант ARS, США).
- 2005—2008 — консультант Агентства по охране окружающей среды США по малярии в Узбекистане.

## Публикации
- С 1962 по 2023 год опубликовано более 1020 научных работ, в том числе 35 монографий, учебников и справочников, 13 патентов.
- 533 работы включены в библиографию (2008), за 2008—2023 годы опубликовано ещё 487 работ, в том числе:
  1. 2008—2012 — 165 публикаций
  2. 2013—2017 — 170 публикаций
  3. 2018—2023 — 152 публикации

Около 40 % работ опубликованы в зарубежных изданиях и вошли в фундаментальные международные монографии и руководства по гельминтологии.